# 聯合國大會第76/262號決議
聯合國大會第76/262號決議（英語：United Nations General Assembly Resolution 76/262）是於2022年4月26日在聯合國大會上以協商一致方式通過的決議，由列支敦斯登起草及83個會員國連署共同提出。該決議的內容為：安理會常任理事國每一次動用否決權時，大會主席應在投否決票後10個工作日內召開一次大會正式會議，就投否决票所涉情势讓聯合國成員在會議上審查並評論否決權，並在大会进行有关讨论前72小时，由安理會向大会提交一份关于行使有关否决权的特别报告。

## 背景
儘管過去曾提出過類似提議，但多數不了了之，這是聯合國機構首次成功取得共識，以對五常採取行動，雖然不能限制否決，但多少能限制否決權的被使用需要考慮再三。比如在2000年代中期及2015年都有類似提議，分別是由法國及由27個中小型國家組成的問責制、連貫性和透明度（ACT）小組提出的《關於在大規模暴行中中止否決權的政治宣言》及《關於安全理事會打擊種族滅絕、危害人類罪和戰爭罪的行動守則》，但尚未獲得多數擁有否決權的常任理事國的支持。至於此次由列支敦士登領導的否決倡議是在兩年半前構思出來的，並且美國也不再反對，此次由於COVID-19迫使聯合國進行遠程工作而被擱置；直到聯合國恢復正常運作，正好此時遇到安理會在烏克蘭問題上的僵局引發了對其加快改革的新契機，為各國的支持創造了有利條件，該提議終獲通過。

## 結果
該決議在84國的聯署下以協商一致方式通過。該84個聯署國為：阿尔巴尼亚、澳大利亚、奥地利、比利时、保加利亚、加拿大、哥斯达黎加、克罗地亚、捷克、刚果民主共和国、丹麦、多米尼加共和国、厄瓜多尔、爱沙尼亚、斐济、芬兰、格鲁吉亚、德国、危地马拉、冰岛、爱尔兰、日本、约旦、肯尼亚、科威特、拉脱维亚、黎巴嫩、莱索托、利比里亚、列支敦士登、立陶宛、卢森堡、马耳他、墨西哥、黑山、缅甸、荷兰、新西兰、北马其顿、挪威、波兰、葡萄牙、卡塔尔、大韩民国、摩尔多瓦共和国、罗马尼亚、新加坡、斯洛伐克、斯洛文尼亚、西班牙、瑞典、瑞士、东帝汶、土耳其、乌克兰、美利坚合众国和瓦努阿图。

## 反應
- 美國駐聯合國大使格林菲爾德大力支持該倡議，她表示，俄羅斯聯邦否決了一項譴責其對烏克蘭的侵略的決議。簡而言之，莫斯科嚴重違反了《聯合國憲章》，並阻止了安理會解決這一局勢的努力。否決權不是為了讓有罪不罰的全權委託，也不是為了自動保護免遭永久問責。
- 俄羅斯駐聯合國副大使庫茲明對此決議不予認同，認為此提議實則是企圖對安理會常任理事國施加壓力的工具。
- 白俄羅斯駐聯合國代表表示，今天的決議“僅僅依靠蠻力”，而不是試圖確定安理會為何難以達成共識。他指責提案國在大會中以多數席位使用各種“詭計”。
- 中华人民共和国常駐聯合國代表團參贊蔣華表示，「對於常任理事國意見不一致，我們贊成會員國在聯合國大會平臺上進行討論。...對於此決議，意味著建立一種『自動觸發』聯大召開會議的機制，很可能引發程序上的困惑和混淆。」[8][9]